# ارگ علیشاه
ارگ علیشاه (بقایای مسجد علیشاه) (منتسب به تاج‌الدین علیشاه جیلانی: وزیر سلطان محمد خدابنده و سلطان ابوسعید ایلخانی) به بازمانده‌های ایوان جنوبی مسجد علیشاه در شهر تبریز گفته می‌شود. این اثر در تاریخ ۱۵ دی ۱۳۱۰ با شمارهٔ ثبت ۱۷۰ به‌عنوان یکی از آثار ملی ایران به ثبت رسیده‌است.
بنای نخستین ارگ به دورهٔ ایلخانان در اوایل سدهٔ هشتم هجری قمری بازمی‌گردد که بنای بزرگ ناتمامی با هدف اولیهٔ ساخت مسجد ساخته شد. در سال‌های بعد با استفاده از دیواره‌های به جا مانده از بنای نخستین مسجد، قلعه‌ای نظامی به جای آن ساخته شد که سال‌ها به عنوان باروی نظامی و بخش جنوبی دیوار شهر مورد استفاده قرار گرفته‌است. استفاده از این بنا به عنوان قلعهٔ نظامی به ویژه در دوران قاجار تا پایان حکومت خودمختار آذربایجان مشهود بوده‌است. در زمان حکمرانی سلسلهٔ قاجار با افزودن پیوست‌های گوناگون از جمله کارخانه ریخته‌گری توپ، عمارت کلاه فرنگی و ساختمان سربازخانه بنای نظامی تکمیل شد. بخش‌های اضافه شده به دیوارهای نخستین، در دوران پهلوی تخریب شد و بخش‌هایی نیز در دوران پس از انقلاب تخریب گردید.
امروزه تنها دیوارهٔ جنوبی ارگ پا بر جا مانده‌است که در ساعاتی از روز برای بازدید عموم آزاد است. محوطهٔ اطراف ارگ در دهه‌های پس از انقلاب دستخوش تغییرات زیادی شد که برای احداث مصلی در نظر گرفته شد. در فضای پیرامون ارگ مسجد بزرگی بنام مصلی بزرگ تبریز بنا شده که بخشی از فضای دیداری ارگ را تهدید کرده. از این مصلی در مراسمات گوناگون دولتی و در روزهای جمعه برای برگزاری نماز جمعه استفاده می‌شود.

## تاریخچه

### بنای اولیه
بنای نخستین ارگ در میان سال‌های ۷۱۸ تا ۷۳۹ هجری قمری با هدف ساخت آرامگاه بزرگی در صحن مسجد علیشاه تبریز در هنگام وزارت علیشاه انجام شد. با فروریختن سقف بنا به هنگام ساخت و با مرگ علیشاه ادامه ساخت بنا در آن زمان متوقف شد. با آغاز جنگ‌های ایران و روسیه در سال‌های ۱۸۰۴–۱۸۲۴ و جنگ ایران و انگلیس در ۱۸۵۷ این بنا و محوطه پیرامون آن به سرعت به ارگی نظامی تغییر کاربری داده‌شد. به فرمان عباس میرزا ولیعهد قاجار سربازخانه، ستاد فرماندهی جنگ ارتش ایران، و کارخانه ریخته‌گری و توپ ریزی در محوطه ارگ علیشاه ساخته شد. همچنین در دوره قاجار عمارت کلاه فرنگی نیز در همین محوطه ساخته شد. محوطه ارگ تبریز در دوران مختلف قاجار به عنوان بخشی از برج و باروی شهر و همچنین محل انبار مهمات نظامی استفاده شده‌است. این سازه 28 متر ارتفاع دارد.

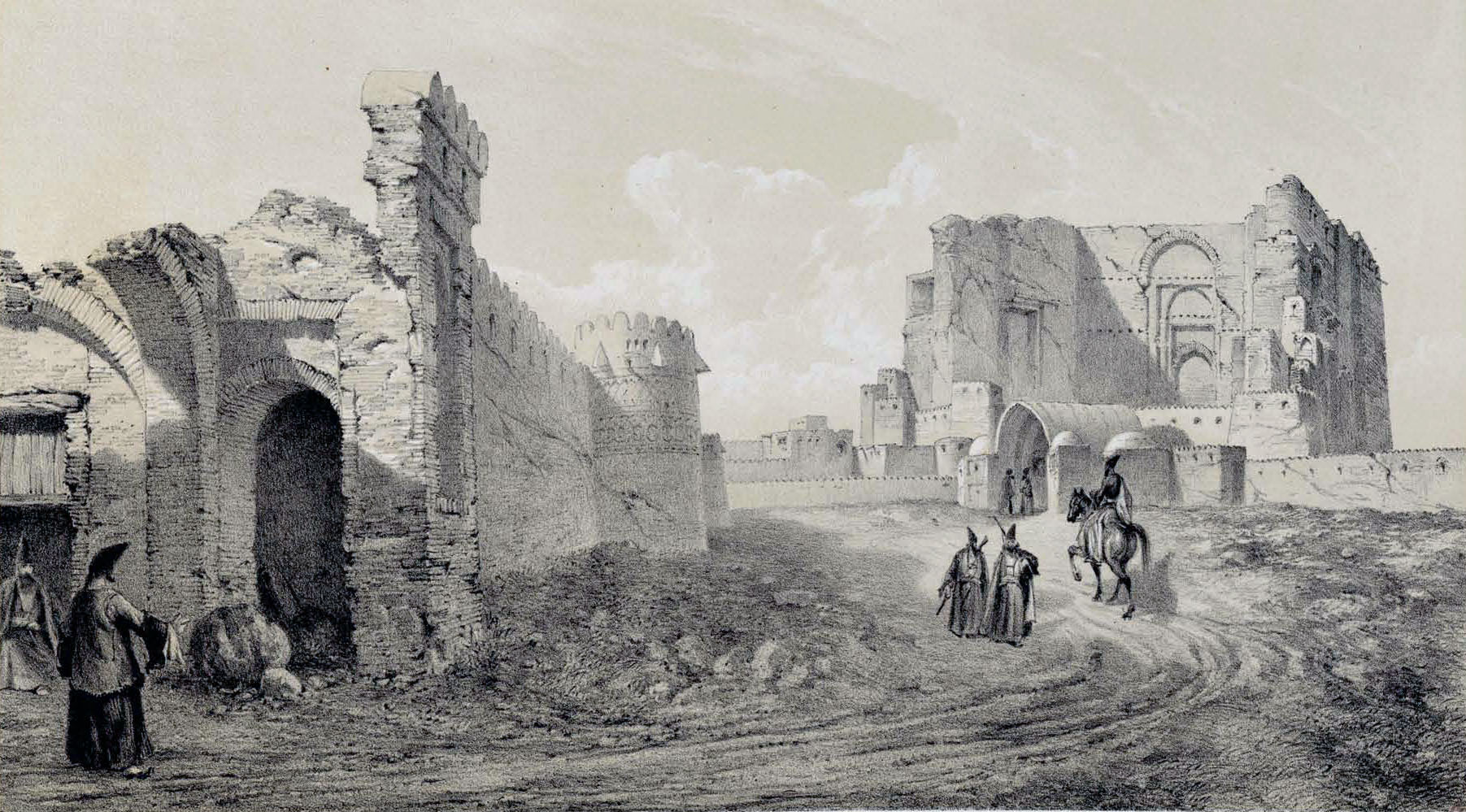
خرابه‌های ارگ علیشاه، سال ۱۸۴۰
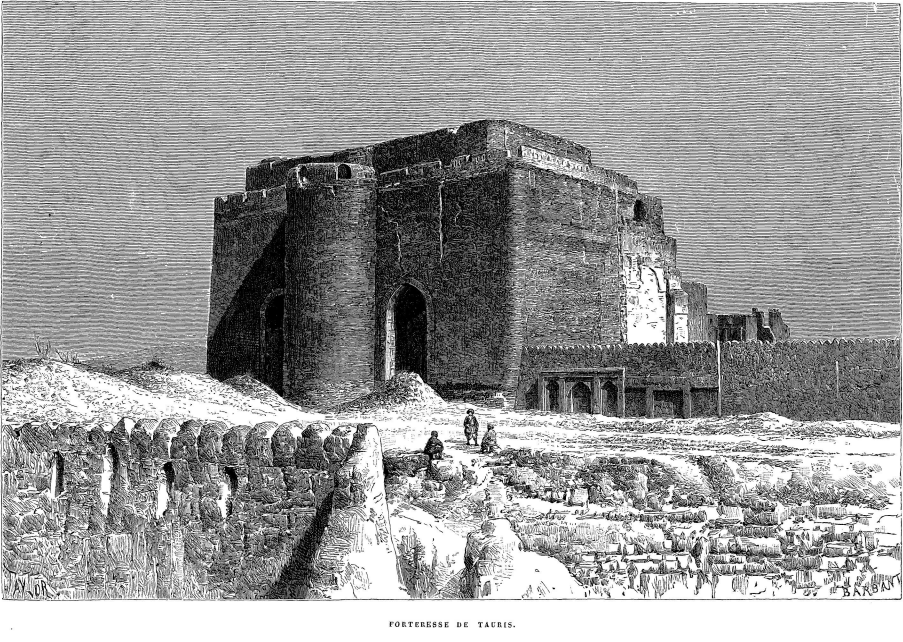
طرحوارهٔ ارگ علیشاه، سال ۱۸۸۷
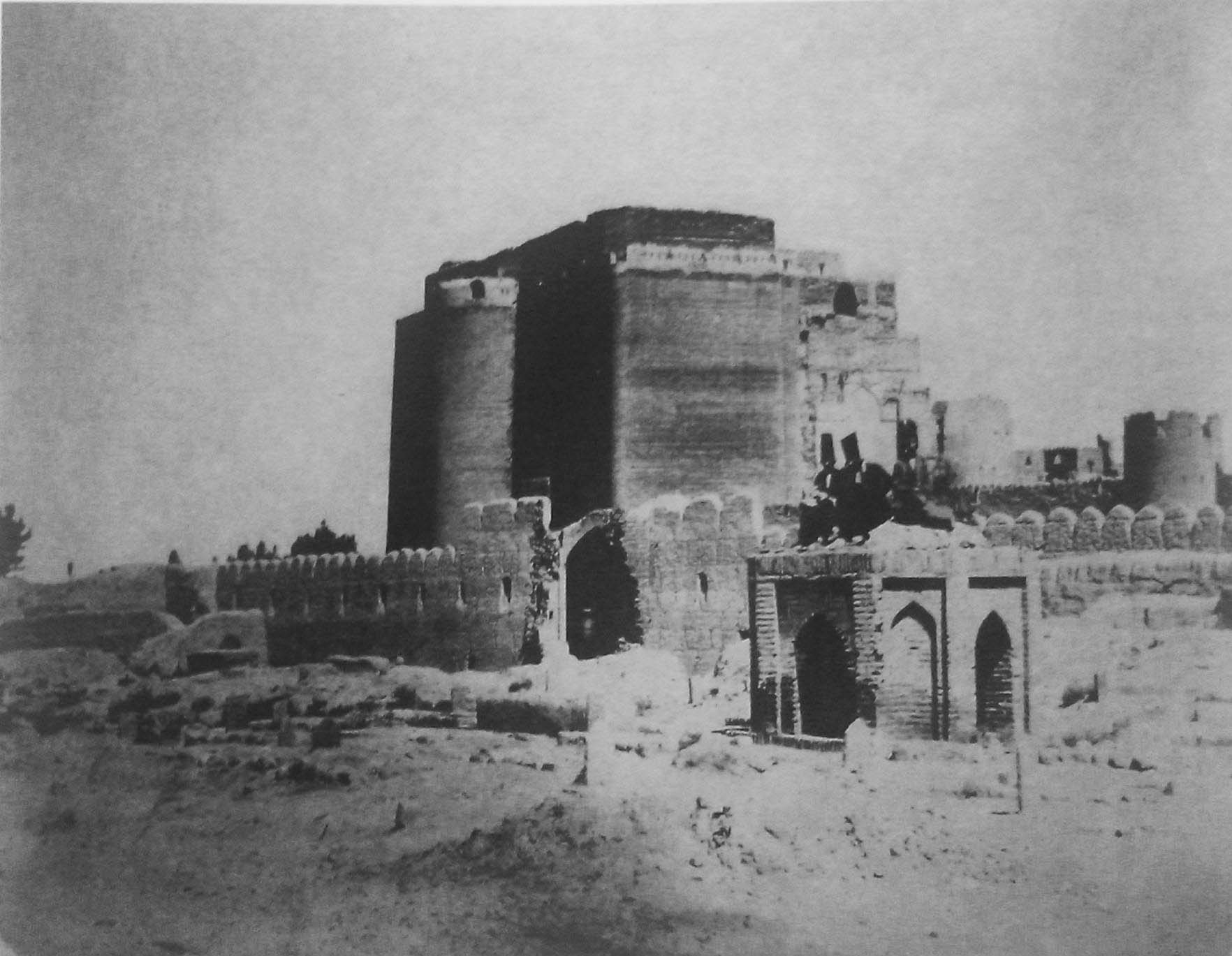
ارگ علیشاه در دورهٔ قاجار
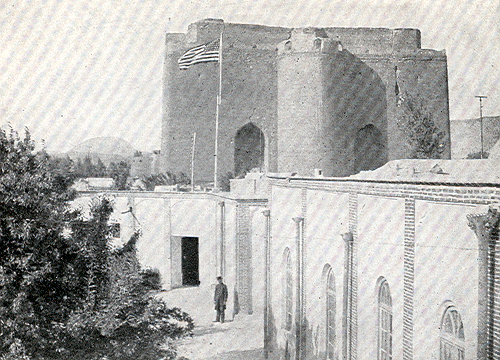
پرچم ایالات متحده بر فراز کنسولگری آمریکا در نزدیکی ارگ علیشاه، سال ۱۹۱۱
ارگ علیشاه، دورهٔ قاجار

### پس از مشروطه
در دوران پس از مشروطه و با هجوم روس‌ها مردم تبریز به دفاع در برابر تهاجم پرداختند. در این زمان ارگ نقطه تمرکز مدافعان تبریزی بود. آن‌ها توپی را نیز به بالای ارگ انتقال داده بودند تا در دفاع از مواضع خود از آن استفاده نمایند. با سقوط تبریز و به هنگام اشغال تبریز بدست نیروهای روس در سال ۱۲۹۰ روس‌ها دیوار ارگ را به توپ بستند. پس از اشغال نیز به علت بی‌مبالاتی روس‌ها در جابجایی گلوله‌های توپ آتش بخشی از برج و باروی ارگ را فرا گرفت.

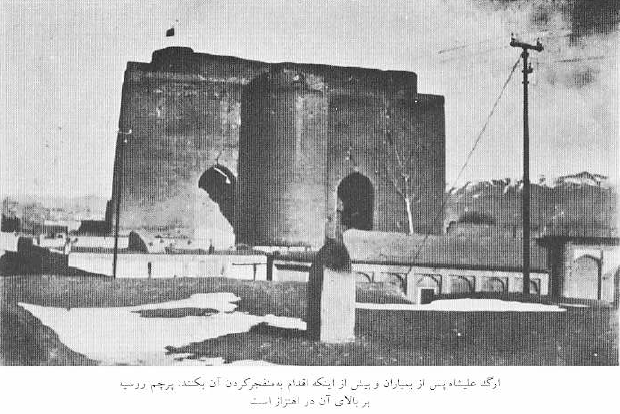
پرچم روسیه بر فراز ارگ علیشاه، پس از اشغال تبریز توسط روس‌ها (۱۹۱۱)
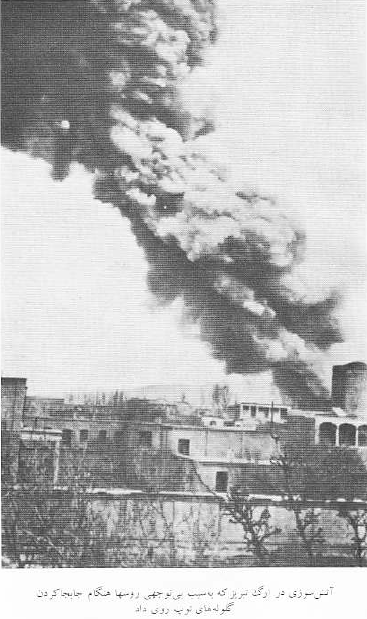
آتش‌سوزی در ارگ علیشاه بر اثر بی‌مبالاتی روس‌ها هنگام جابه‌جایی گلوله توپ

در دوران مشروطه و پس از آن در محوطهٔ ارگ، بناهای دیگری شامل مدرسهٔ نجات، یکی از نخستین مدارس سبک مدرن ایران، و سالن تئاتر شیر و خورشید ساخته شده بود. در دوران پهلوی با تخریب پیوست‌ها زمان قاجار پارک باغ ملت در محوطه جنوبی ارگ ساخته شد. بنای ارگ علیشاه و محوطهٔ باستانی آن در ۱۵ دی ۱۳۱۰ خورشیدی به شمارهٔ ۱۷۰ در فهرست آثار ملی ایران به‌ثبت رسیده‌است و نقشهٔ حریم استحفاظی قانونی و ضوابط حفاظتی آن در نشست ۲۹ خرداد ۱۳۵۷ شورای حفاظت آثار تاریخی ادارهٔ کل حفاظت آثار تاریخی مشخص و مورد تأیید اعضا قرار گرفته‌است.

### پهلوی
در سال ۱۳۱۰ حصار و باروهای قاجاری ارگ تخریب شد و این بنا در تاریخ ۱۵ دی ۱۳۱۰ به‌عنوان یکی از آثار ملی ایران به ثبت رسید. بین سال‌های ۱۳۵۳ تا ۱۳۵۷ بیشتر سازه‌های قاجاری بنا به بهانهٔ ایجاد فضای سبز تخریب شد.

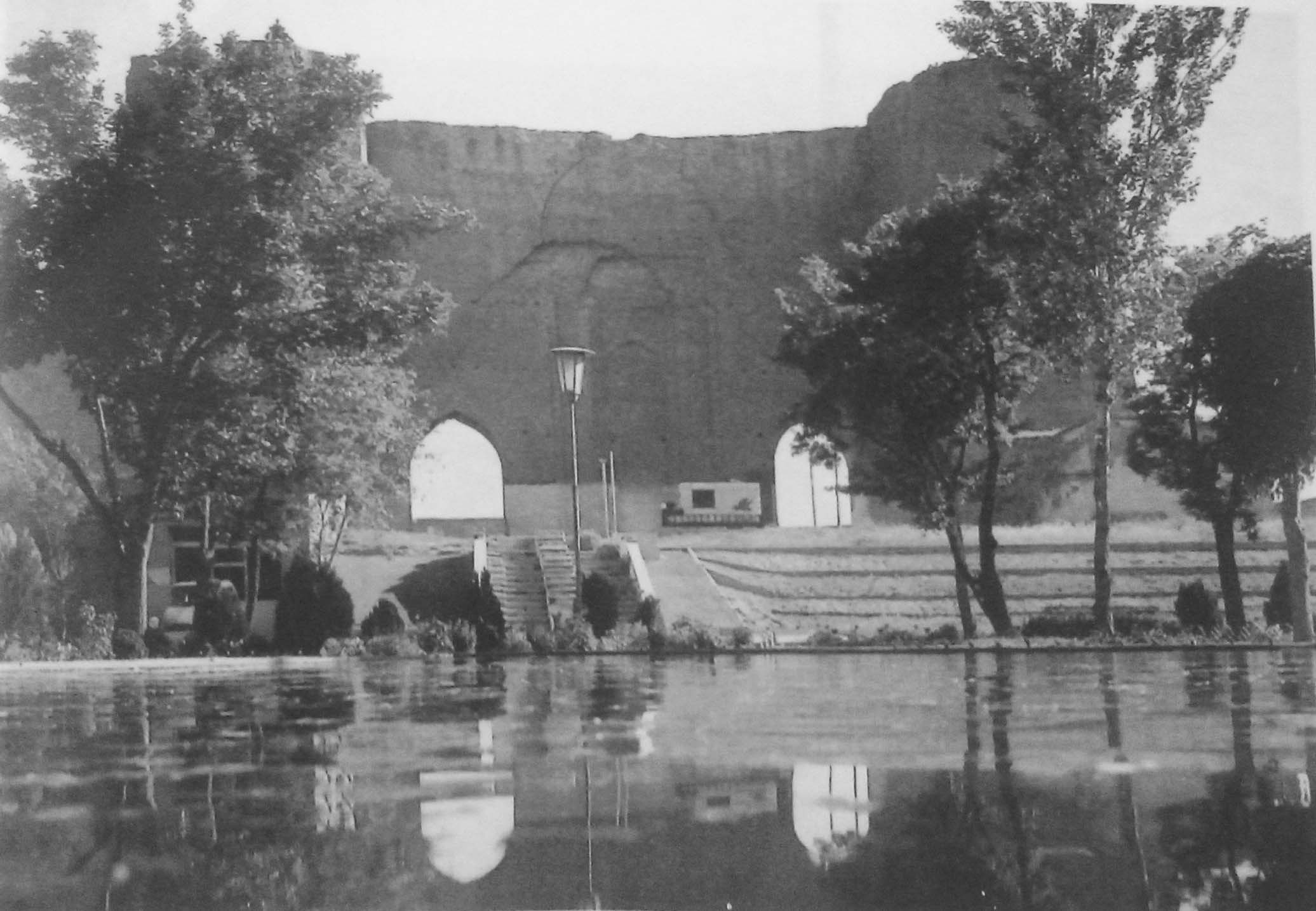
دیوارهای جنوبی ارگ، پیش از تخریب آن‌ها
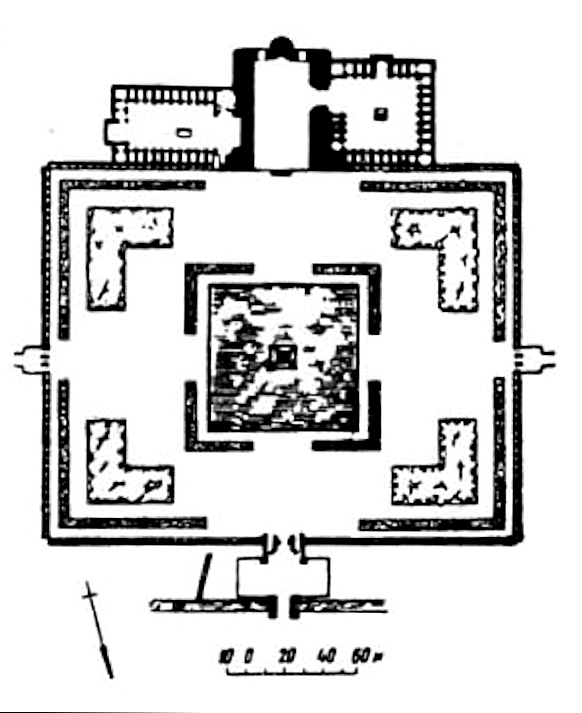
پلان بازسازی محوطهٔ ارگ علیشاه، دورهٔ پهلوی
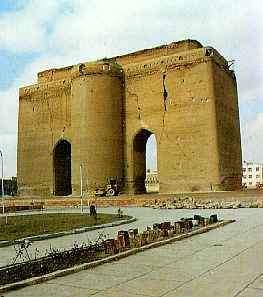
نمای ارگ و باغ ملت پس از تخریب دیوارهای جنوبی ارگ جهت ساخت پارک ملت، اواخر دورهٔ پهلوی دوم

### جمهوری اسلامی
در سال ۱۳۶۰ به بهانه تأسیس مصلای نماز جمعه، دیوار شمالی عهد ایلخانی ارگ و به همراه پلکان قاجاری ارگ توسط جهاد سازندگی با استفاده از بولدوزر و مواد منفجره تخریب شد. در سال ۱۳۷۶ مجری طرح مصلای جدید تبریز در محدوده بنای ارگ اقدام به خاکبرداری عمیق در محدوده شرقی ارگ با استفاده از ماشین‌آلات سنگین نمودند. در نتیجه این خاکبرداری بازمانده‌های زیرساخت‌های مسجد ارگ علیشاه نابود شد. در بازسازی ارگ مابین سال‌های ۱۳۷۹ تا ۱۳۹۱ توسط سازمان میراث فرهنگی ایران باقی‌مانده علایم و نشانه‌های مربوط به ساخت و ساز دوران قاجار از این بنا زدوده شد.
امروزه تنها بخشی از دیوارهای عظیم و محراب بسیار بلند شبستان جنوبی این مسجد برجای مانده‌است. همین بنای باقی‌مانده از ارگ نیز تحت تأثیر بنای مصلی جدید که با بلندایی بیشتر از میزان پیش‌بینی شده در طرح حفاظت ارگ ساخته شده قرار دارد. بازمانده‌های ارگ حاکی از وجود یک ایوان به پهنای ۳۰٬۱۵ متر و جرز و دیوارهای کناری به ضخامت ۱۰٬۴۰ متر و پی‌ها و فونداسیونی ژرف و حجیم متناسب سازه‌های بالایی و بلندای احتمالی بنا تا خط آغاز طاق استوانه‌ای ۲۵ متر (البته دقت رد تناسب سازه‌های اثر ۳۶ متر درست به‌نظر می‌رسد) بوده‌است.

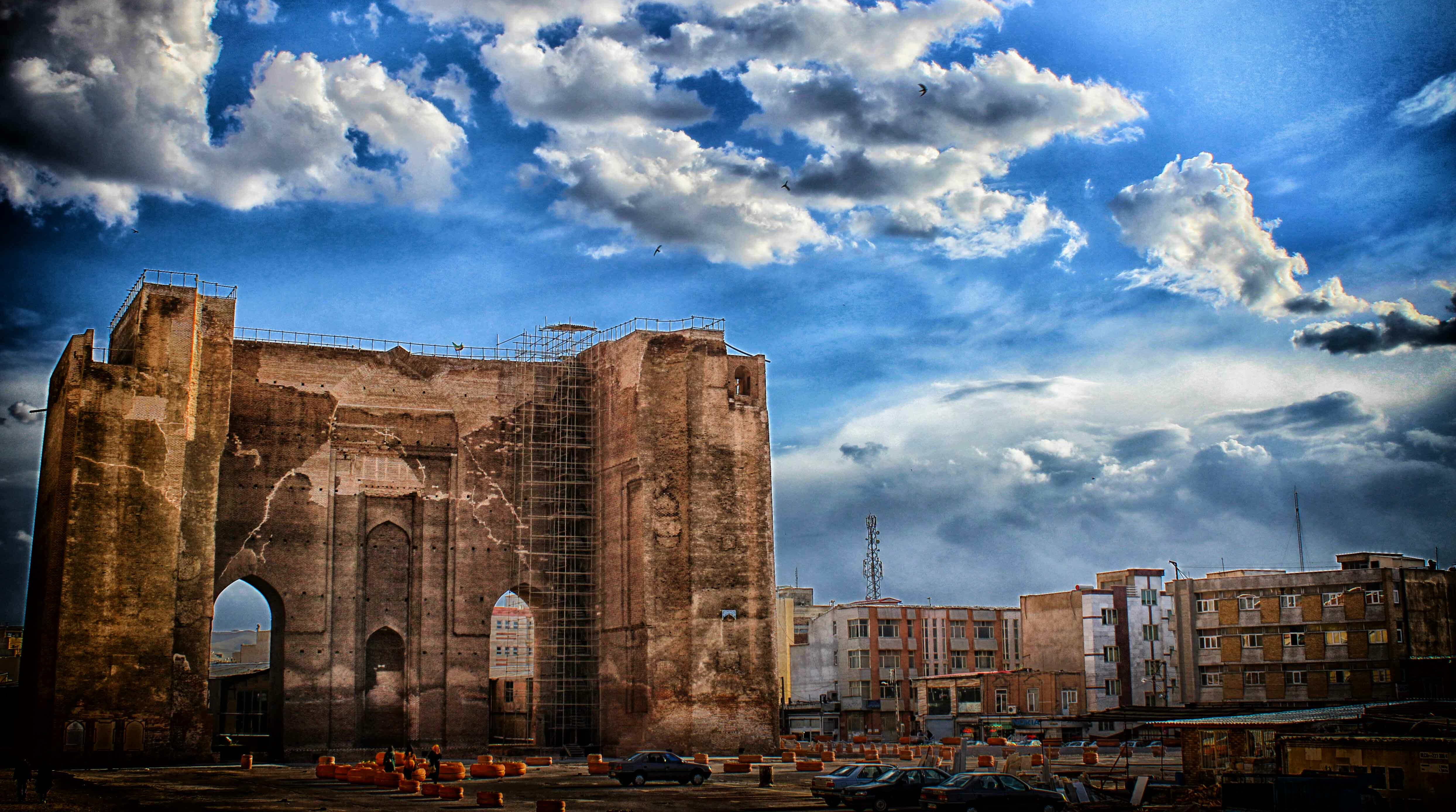
نمای شمالی ارگ در روز
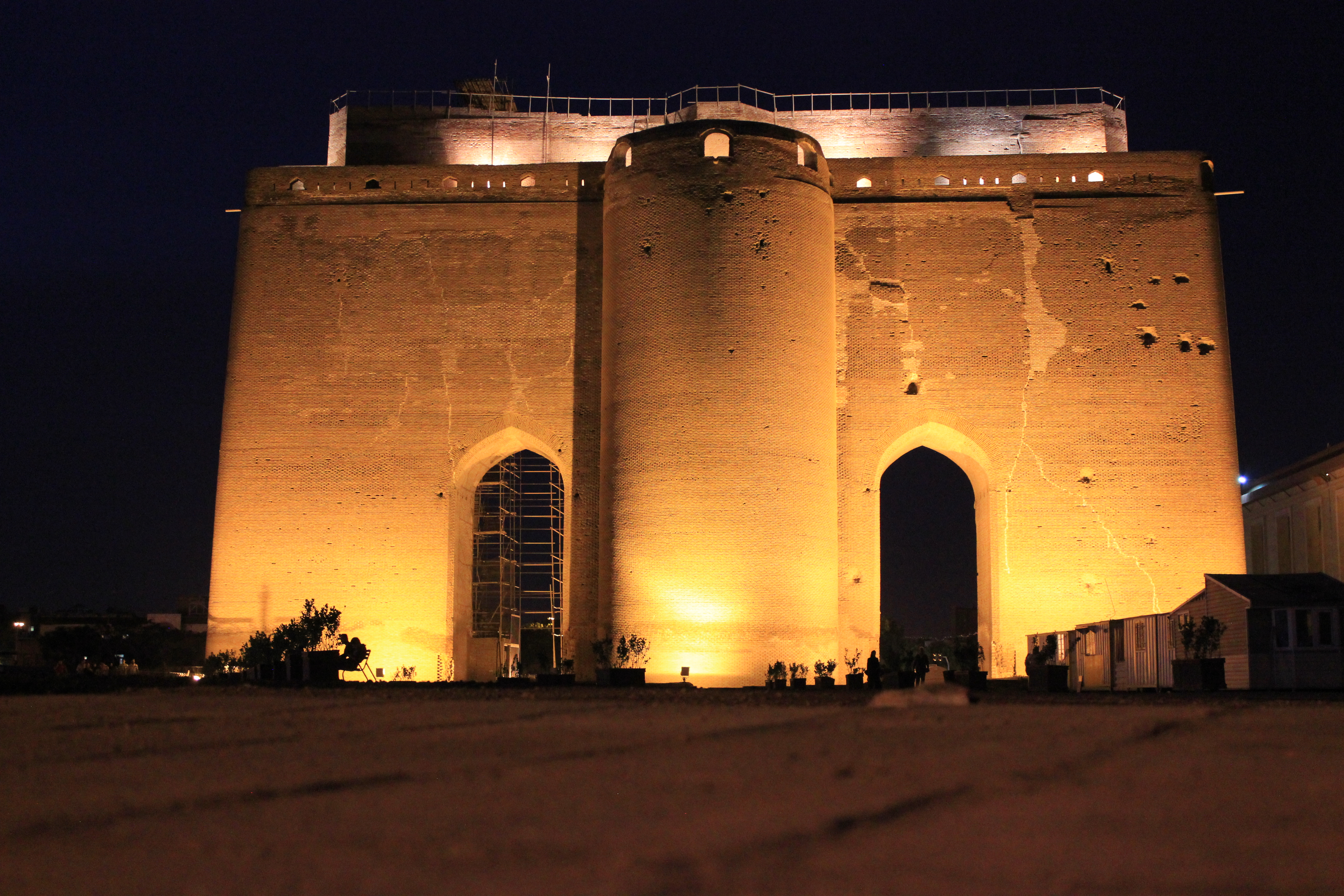
نمای جنوبی ارگ در شب
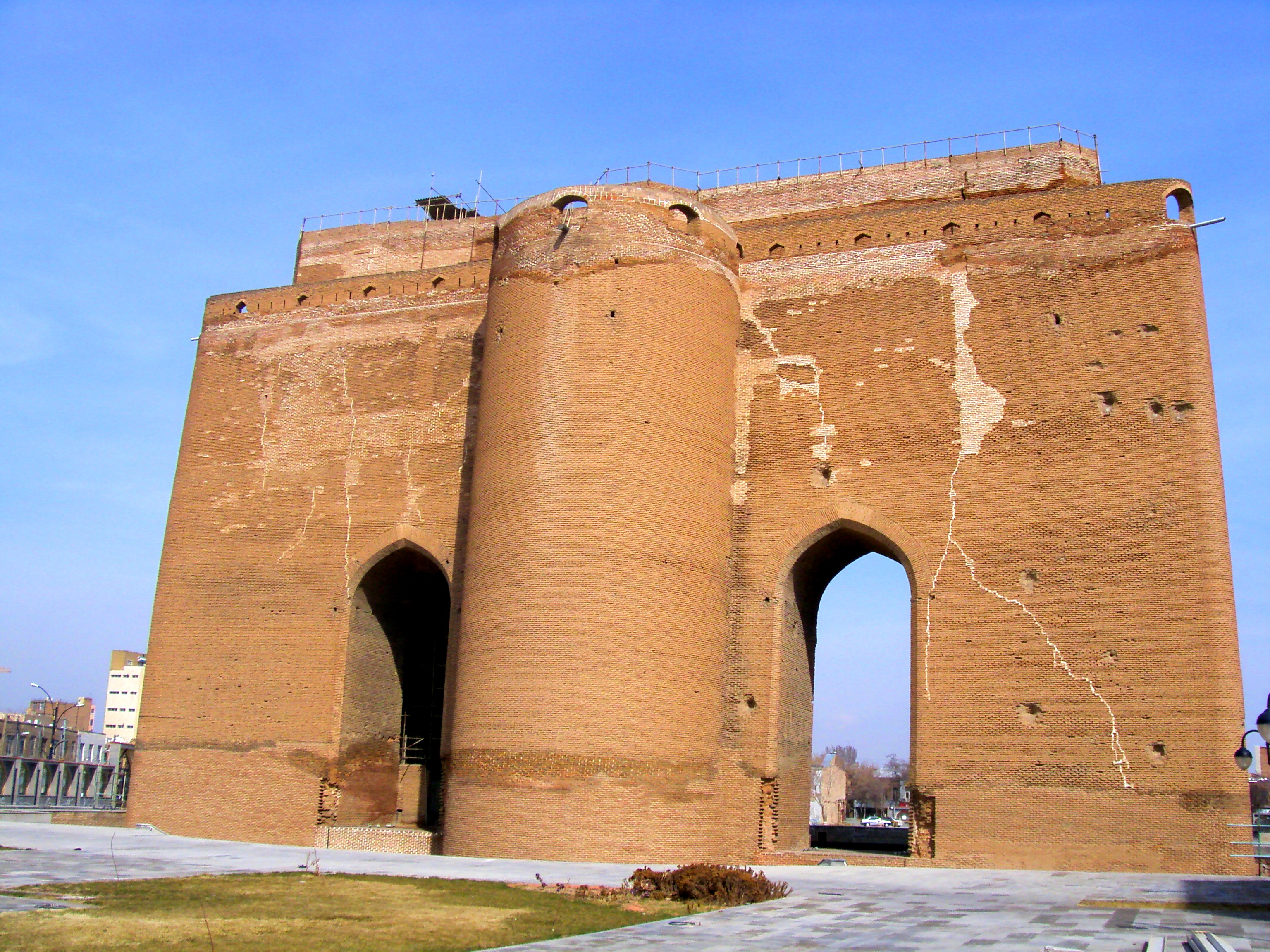
نمای جنوبی ارگ در روز
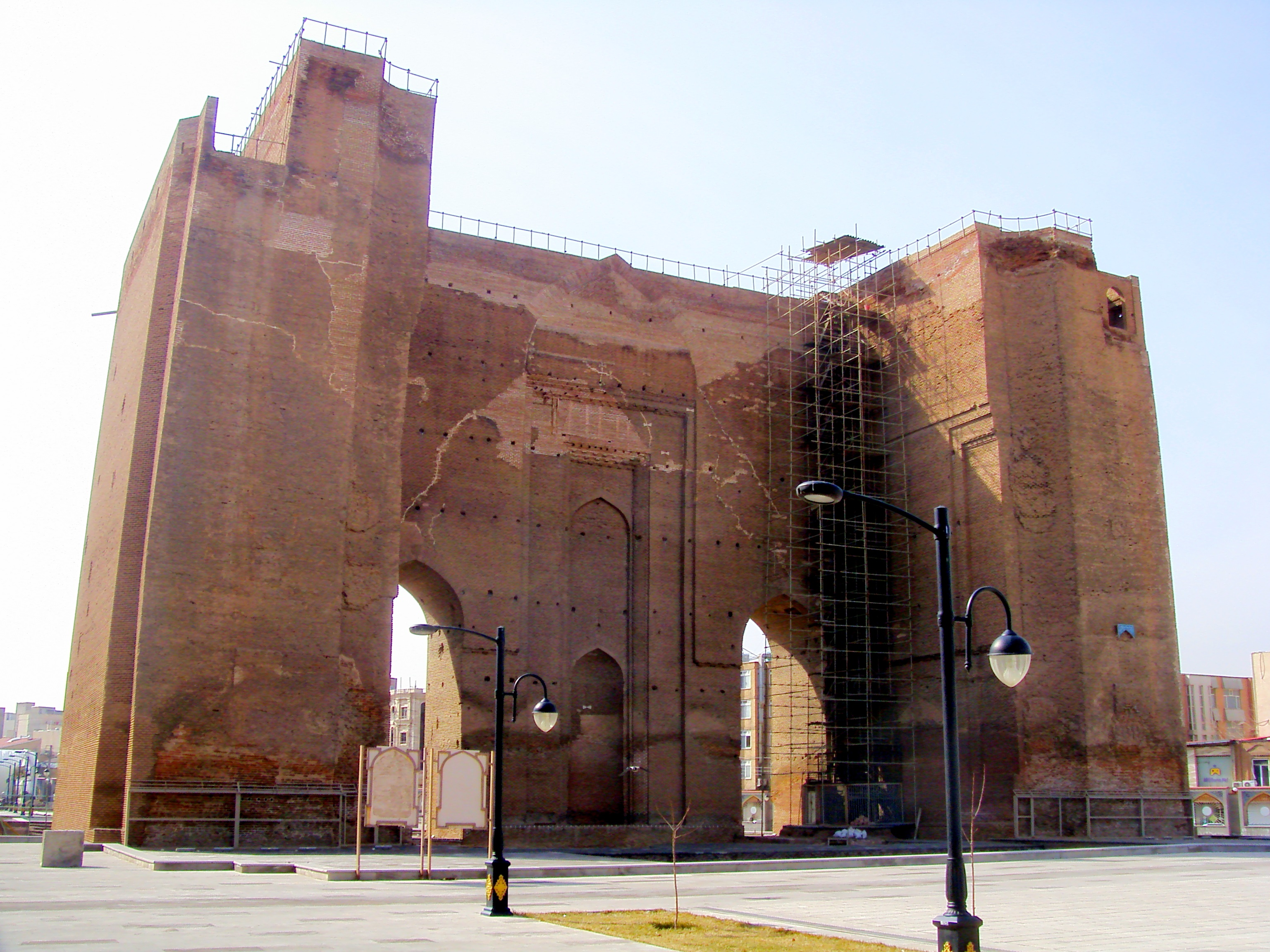
نمای شمالی ارگ در روز
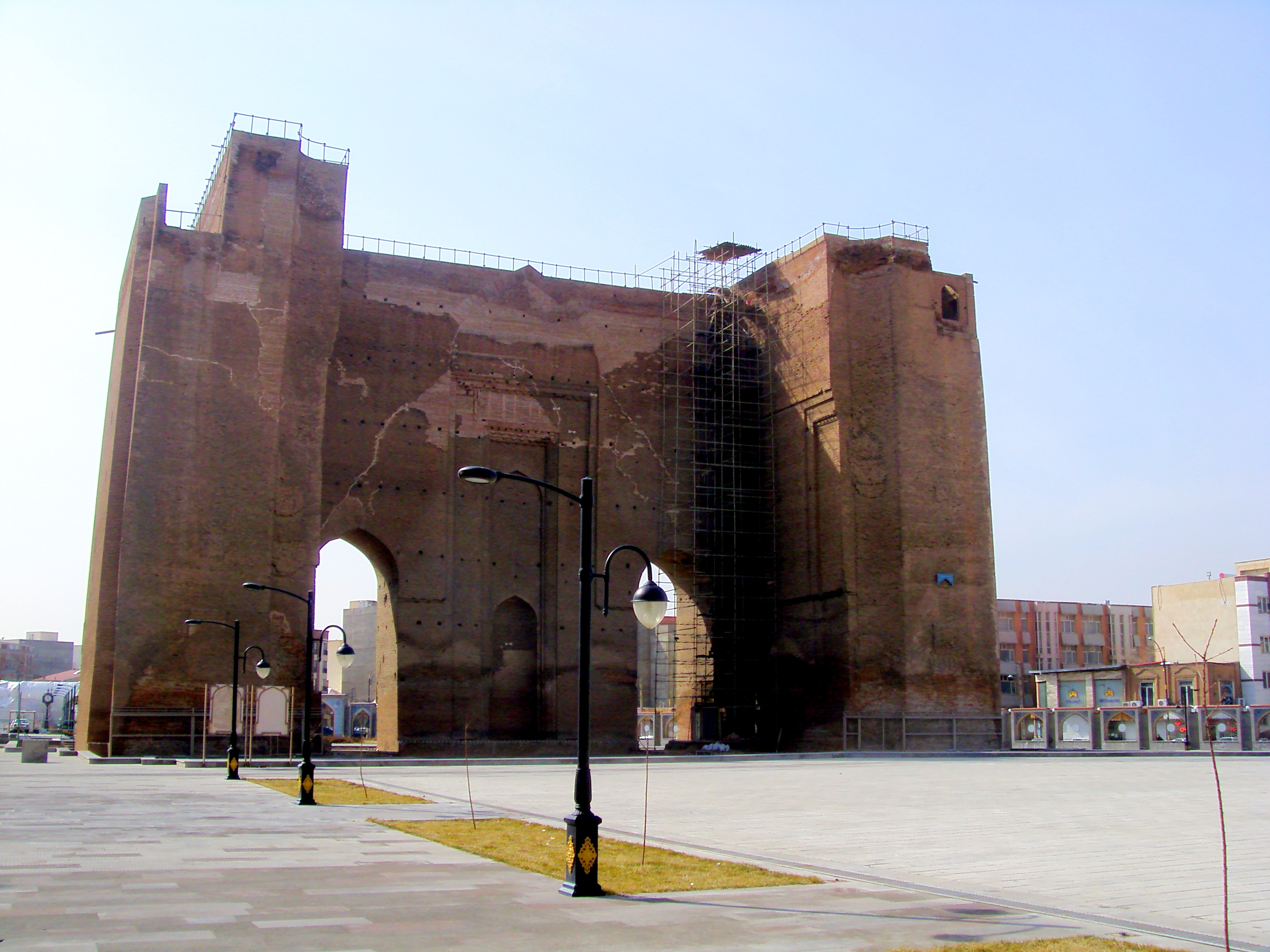
نمای شمالی ارگ در روز
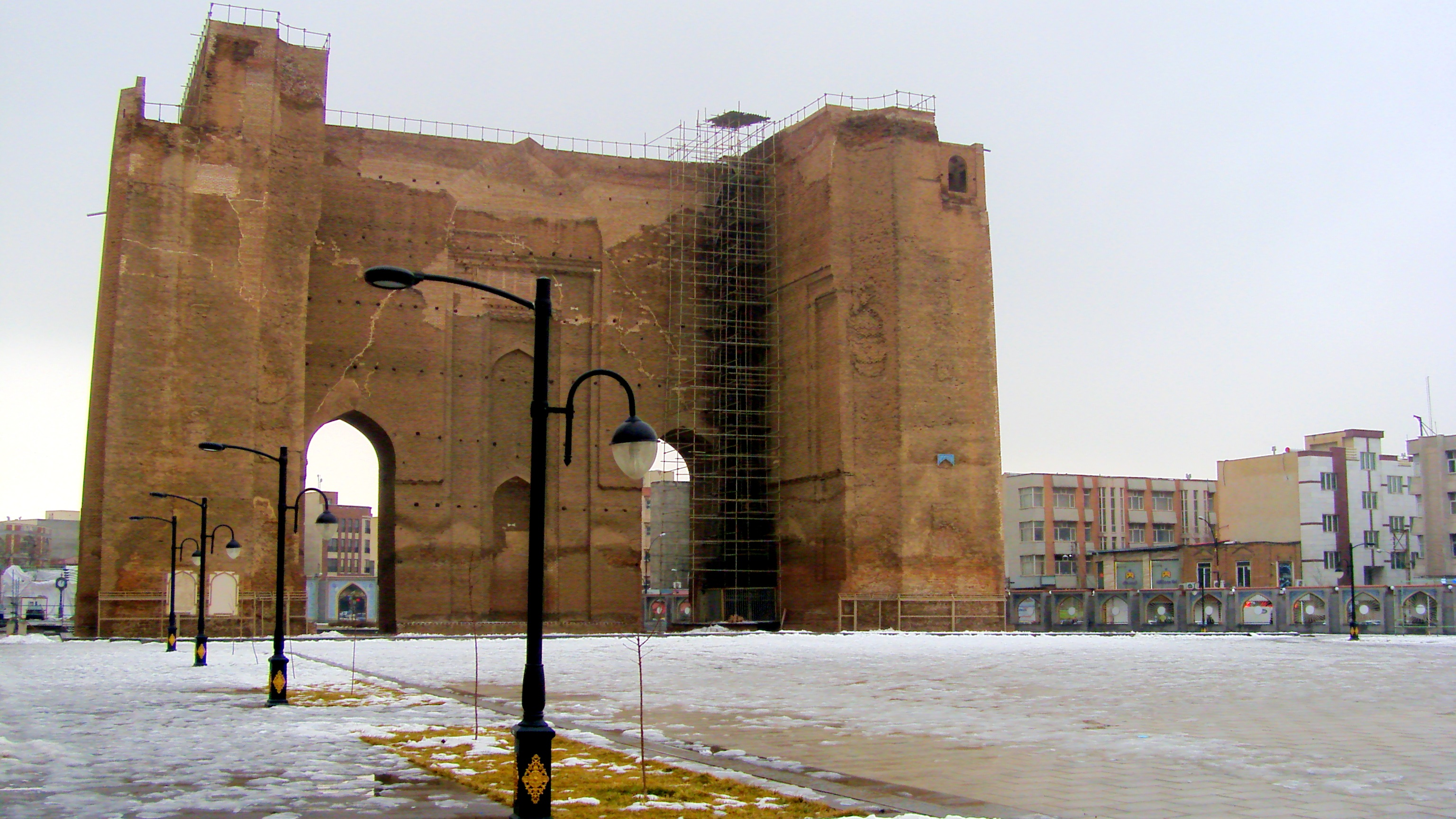
نمای ارگ در زمستان

## نقل قول‌ها
ارگ یکی از بزرگ‌ترین سازه‌های شهر تبریز بود بازدیدکنندگان از شهر تبریز می‌توانستند دیوارهای باقی‌مانده ارک را از دور مشاهده کنند. همین باعث شده در گذر زمان بازدید کنندگان از شهر تبریز توجه ویژه‌ای به ارگ داشته باشند. نقل قول‌های زیادی دربارهٔ این اثر مطرح شده‌است که در بسیاری از آن‌ها از عظمت بنای ناتمام ارگ سخن رفته‌است و در برخی نیز اشاره‌ای به تونل‌های زیرزمینی طولانی (نقب‌ها) موجود در زیر این بنا شده‌است. چنین تونل‌هایی یا وجود خارجی ندارند یا امروزه اثری از آن‌ها نمانده‌است. پاره‌ای از نقل قول‌ها در ذیل آمده‌است:

### حمدالله مستوفی
وزیر خواجه تاج‌الدین علی‌شاه جیلانی (فامنینی) در تبریز و در خارج محله نارمیان، مسجد جامع بزرگی ساخته که صحنش دویست گز در دویست گز و در صفحه‌ای بزرگ از ایوان کسری به مداین بزرگ‌تر، اما چون در عمارتش تعجیل کردند، فروآمد و در آن مسجد انواع تکلفات به تقدیم رسانیده‌اند و سنگ مرمر بی‌مقیسا در او به‌کار برده و شرح آن را زمان بسیار یابد.

### شاردن
تعداد مساجد تبریز دویست و پنجاه است… مسجد علی‌شاه تقریباً بالتمام مخروبه و منهدم شده‌است. قسمت‌های سفلی که به گزاردن نماز افراد مردم اختصاص دارد و منارهٔ آن را که بسیار رفیع و بلند است، مرمت کرده‌اند. هنگام ورود از ایوان نخستین اثری که از تبریز مشاهده می‌شود، همین مناره‌است. چهارصد سال می‌شود که این مسجد را خواجه علی‌شاه بنا کرده‌است. مشارٌ‌الیه صدراعظم غازان خان شاهنشاه ایران که مقر سلطنتش تبریز بود و در همان‌جا نیز به خاک سپرده شده بوده‌است. هنوز هم مقبرهٔ وی در یک منار مخروبهٔ عظیمی که به نام او، منار «غازان خان» نامیده می‌شود، مشهود است.

### شفیع جوادی
در زمان عباس میرزای قاجار این بنا به محل قورخانه و مخزن مهمات لشکر تبدیل یافت و به‌همین سبب نیز نام «ارگ» به آن دادند. از ارگ علی‌شاه اکنون ویرانه‌ای بیش نمانده‌است. بلندی ساختمان فعلی ۲۵–۲۶ متر و دهانهٔ محراب آن ۳۸ پا و ۶۹ پله بین دو دیوار از سمت خاور دارد که می‌توان به بالای بنا رفت. در زمان [رضاشاه] قسمتی از پهنهٔ اطراف آن را به صورت باغ و گردشگاه عمومی (باغ ملی) درآوردند و سالن نمایشی نیز در کنار آن بنا کردند. اخیراً نیز در برنامه‌های شهرداری تبریز این مسئله منظور شده و قرار است اطراف آن را به‌صورت میدان و خیابان وسعت بدهند؛ به‌طوری‌که بنای باقی‌مانده که نماد تبریز است، در وسط میدان قرار گیرد.

### مجله هنر و مردم
وقتی که به کنار خیابان ارگ رسیدم دربش را باز دیدم همان جوی آبی که حمدالله مستوفی و ژان شاردن و دیگران از آن نام برده‌اند در وسط باغچهٔ بزرگی جلوی دیوار عظیم ارگ به‌چشم می‌خورد. زلال و روان و در دو سمتش درخت و چمن. به سمت چپ، ساختمانی بود که بر سردرش نوشته بود: «تئاتر آذربایجان». این قسمت را در زمان رضاشاه ساخته‌اند. روبه‌روی من صحنی بود میان سه دیوار که عظیم بالا رفته بود و سمت چپش ۶۹ پله با فاصله‌هایی بیش از ۲۰ سانتی‌متر که بالارفتن را دشوار می‌کرد و نفس را می‌راند. پله یک بار پیچ می‌خورد و بعد با همان فاصله می‌رسد به بالای دیوار. بلندی دیوار ۲۵ متر است و ضخامت آن حدود ۱۰ (دقیقاً ۱۰٬۴۰ متر) که شاید در گذشته با کاشی یا مرمر پوشیده بود؛ اما من که اثری از این دو ندیدم. دور سه دیوار را گشتم با جاهای قراردادن تفنگ که در اطراف دیدم به تمام بارویی عظیم به نظرم آمد و ظاهراً از زمان عباس میرزا که مسجد علی‌شاه را تبدیل به قورخانه و انبار مهمات کردند، همین شکل مورد استفاده را هم پیدا کرد؛ به شکلی که هیچ‌کس ممکن نیست از ۶۹ پلهٔ بنا بالا برود و در و دیوارها را بگردد و بگوید که این‌جا مسجد بوده‌است و نه یک قلعه مستحکم نظامی. دور دیوارها -از بالا- حفره‌های بزرگی دیدم که به دهانهٔ چاه‌مانندی و کبوتران چاهی را دیدم که در عمق این حفره‌ها آمد و شد می‌کردند. بعد به تحقیق دریافتم که این حفره‌ها آغاز راه‌های زیرزمینی و دالان‌های بسیار پهن و بلندی بوده که در زمان‌های مختلف -به‌ویژه در دورهٔ قاجاریه و در جریان انقلاب مشروطه و شاید هم در دورهٔ مغول و زمان‌های پس از آن- به نوان راه‌های مخفی برای فرار و رسیدن سریع از این‌جا به جاهای دیگر به‌کار می‌آمده‌اند.

### احمد کسروی
غزوخان (عزت‌الله خان) از وضع آشفتهٔ دوران محمدعلی شاه بهره جسته و برای چپاول تبریز با مستبدان همکاری کرده و به تبریز حمله‌ور شده‌بود. آزادی‌خواهان هم از زیر همین نقب به پشت دشمن حمله کردند و پیروز شدند. در مسجد کبود تبریز پشت صحن دوم به دهانه‌ای برخوردم که دریافتم نقبی است که به ارگ علی‌شاه می‌رسد.

### بیت‌الله جمالی
قسمتی از دانشسرای دختران تبریز که در محوطهٔ مسجد استاد و شاگرد سابق بنا شده‌است، چند سال پیش فرود می‌نشیند و گودال یا تونلی بزرگ نمایان می‌شود؛ اما برای آن‌که کاوش کنند، آن را پر کردند. احتمال می‌رود که تونل قسمتی از این را زیرزمینی بوده‌است؛ این راه به‌قدری بزرگ بود که می‌شد با درشکه از آن عبور کرد. پشت دیوار بلند ارگ تبریز در هر سه سمت ویرانه‌است با تکه باغی و خانه‌ای و مدرسه‌ای. دهانهٔ محراب ۳۸ پا است و ۶۹ پله که از آن بالا رفتیم. بین دو دیوار از سمت خاور ساخته شده‌است که در زمان سلطنت رضاشاه قسمتی از تپهٔ اطراف ارگ را به‌صورت باغ و گردشگاه عمومی درآوردند که ساختن سالن تئاتر آذربایجان هم در همین برنامه بوده‌است… به‌طوری‌که مشهود است در زیر ابن بنا، سه نقب یا دالان زیرزمینی وجود دارد که یک رشتهٔ آن از ارگ به شنب‌غازان و رشتهٔ دیگر به باغ‌میشهٔ فعلی -محل سابق ربع رشیدی- و رشته‌ای نیز از وسط بازار گذشته و پس از عبور از زیر رودخانهٔ آجی‌چای به حوالی فرودگاه می‌رسد.

### علی‌اکبر سرفراز
بنای ارگ بنایی ناتمام است و به دو بخش قدیمی و جدید تقسیم می‌شود. بخش جدید توسط تاج‌الدین علی‌شاه به بخش قدیمی افزوده شده‌است. بخش قدیمی که در سال ۱۳۶۰ تخریب شد در شمال و بخش جدید در قسمت جنوبی که اکنون باقی‌مانده، ساخته شده‌است.